# The Wishing Chair
The Wishing Chair è il secondo album discografico in studio del gruppo musicale statunitense 10,000 Maniacs, pubblicato nel 1985.

## Tracce
Tutte le tracce sono state scritte da John Lombardo e Natalie Merchant, tranne dove indicato.
1. Can't Ignore the Train – 2:43
2. Scorpio Rising (Robert Buck, Lombardo, Merchant) – 3:06
3. Just as the Tide Was A Flowing (tradizionale) – 2:25
4. Lilydale (Buck, Merchant) – 3:11
5. Back o' the Moon (Dennis Drew, Merchant) – 3:32
6. Maddox Table (Merchant) – 3:19
7. The Colonial Wing (Buck, Merchant) – 4:02
8. Grey Victory (Buck, Lombardo, Merchant) – 3:07
9. Among the Americans (Buck, Drew Merchant) – 3:07
10. Everyone a Puzzle Lover – 3:17
11. Cotton Alley – 3:23
12. Daktari – 4:23
13. My Mother the War (Merchant, Lombardo, Michael Walsh) – 3:31
14. Tension Makes a Tangle – 3:33
15. Arbor Day (Merchant) – 2:59